# 구스카미 준페이
구스카미 준페이(일본어: 楠神 順平, 1987년 8월 27일 ~ )는 일본의 축구 선수이다.

## 구단 경력
가와사키 프론탈레, 세레소 오사카, 사간 도스, 웨스턴 시드니 원더러스에서 활동하였다.